# Cheiracanthium mildei
Cheiracanthium mildei är en spindelart som beskrevs av Ludwig Carl Christian Koch 1864. Cheiracanthium mildei ingår i släktet Cheiracanthium och familjen sporrspindlar. Inga underarter finns listade i Catalogue of Life.